# Okpilak River
Der Okpilak River ist ein etwa 117 km langer Zufluss der Beaufortsee im Bereich der North Slope im Nordosten des US-Bundesstaats Alaska.

## Verlauf
Der Okpilak River hat seinen Ursprung in den Romanzof Mountains, ein Gebirgszug der Brookskette, auf einer Höhe von etwa 1550 m. Dort wird er vom Okpilak-Gletscher gespeist. Der Okpilak River fließt in überwiegend nördlicher Richtung durch das Bergland. Er nimmt mehrere gletschergespeiste Nebenflüsse auf, darunter den Arey Creek von rechts und den Leffingwell Creek von links. Die beiden zuletzt genannten Nebenflüsse entwässern den Arey-Gletscher bzw. den Leffingwell-Gletscher. Das Flusstal des Okpilak River trägt auch die Bezeichnung „Okpilak Valley“. Bei Flusskilometer 85 verlässt der Okpilak River das Bergland und erreicht das sich nördlich anschließende Küstentiefland. Unweit vom rechten Flussufer befindet sich der kleine See Okpilak Lake am Fuße der Berge. Der Okpilak River setzt seinen Kurs nach Norden fort. Bei Flusskilometer 34 trifft noch als größerer Nebenfluss der Akutoktak River linksseitig auf den Okpilak River. Letzterer erreicht schließlich etwa 16 km westsüdwestlich von Kaktovik das Meer. Er bildet ein Flussdelta aus und mündet in eine von mehreren schmalen Sandstreifen vom offenen Meer getrennte Lagune. Der Lagunenbereich östlich der Flussmündung heißt „Arey Lagoon“. Unmittelbar westlich der Flussmündung des Okpilak River befindet sich die Mündung des größeren benachbarten Flusses Hulahula River.

## Einzugsgebiet
Das etwa 1190 km² große Einzugsgebiet des Okpilak River befindet sich im Arctic National Wildlife Refuge. Es grenzt im Osten an das Einzugsgebiet des Jago River sowie im Süden und im Westen an das des Hulahula River.

## Namensgebung
Der Arktisforscher und Geologe Ernest de Koven Leffingwell erkundete den Flusslauf im Mai 1907 gemeinsam mit H. T. Arey. In seiner Veröffentlichung 1919 vergab Leffington dem Fluss seinen heutigen Namen. Dabei übernahm er das Eskimo-Wort „Okpilak“ mit der Bedeutung „keine Weiden“.